# Nychiodes hispanica
Nychiodes hispanica is een vlinder uit de familie spanners (Geometridae). De wetenschappelijke naam is voor het eerst geldig gepubliceerd in 1929 door Wehrli.
De soort komt voor in Europa.